# Rzepin-Kolonia
Rzepin-Kolonia – kolonia w Polsce, położona w województwie świętokrzyskim, w powiecie starachowickim, w gminie Pawłów.
W latach 1975–1998 miejscowość położona była w województwie kieleckim.
Przez miejscowość przebiega droga wojewódzka nr 752.
Wierni Kościoła rzymskokatolickiego należą do parafii Chrystusa Odkupiciela w Rzepinie.